# Santa Ana (Sonora)
Santa Ana ist eine Stadt im mexikanischen Bundesstaat Sonora. Die Stadt hat 11.864 Einwohner (2010). Die Gegend wurde früher von den Pimas besiedelt. Im Jahr 1883 wurde eine Eisenbahnstation in Santa Ana gebaut.

## Bildung
In der Stadt gibt es eine Außenstelle der Universidad de Sonora.